# Fernand Cheneval
Fernand Cheneval, né le 11 février 1918 aux Eaux-Vives, un quartier de Genève en Suisse, et mort le 4 juillet 1991 à Woluwe-Saint-Pierre (région de Bruxelles-Capitale) , est un éditeur et auteur de bande dessinée belge. Il est notamment le créateur du journal Héroïc-Albums publié de 1945 à 1956.

## Biographie
Fernand Cheneval naît le 11 février 1918 aux Eaux-Vives à Genève en Suisse.
À la mi-1945, il quitte le studio Guy pour créer son propre journal Héroïc-Albums. Non seulement il assure la partie rédactionnelle de cette publication, mais il y lance des séries telles que Bill Flight, Attila, Tim Tom et Nick Mask. Il y reprend aussi la série de science-fiction Akkor. Il privilégie les courts récits aux histoires à suivre. Il engage nombre de dessinateurs dont Christo, Pierre Kosc.
En 1957, Cheneval signe son premier récit documentaire en style réaliste dans le Journal de Tintin. Il poursuit dans ce registre en s'adjoignant les services de scénaristes tels qu'Yves Duval alias Michel Deverchin, Pierre Step, André Beckers ou encore Gernay. Il faut attendre 1967 pour qu'il lance dans Tintin son propre héros, Masque d'argent, mais celui-ci ne vit que le temps de quatre courts récits, jusqu'en 1968, année au cours de laquelle le dessinateur quitte l'hebdomadaire. En 1969, Cheneval tente de relancer Héroïc-Albums sous la forme de sept numéros. Il y publie sa nouvelle série Bruno Francorchamps — une version modernisée du journaliste Attila. Le succès n'est pas au rendez-vous et, en 1970, il change de secteur et devient publicitaire.
Fernand Cheneval meurt d'une attaque cardiaque le 4 juillet 1991 à Woluwe-Saint-Pierre (région de Bruxelles-Capitale), à l'âge de 73 ans.
En 2024, les éditions Ananké publient Fridjo Nansen et Johann August Suter, scénarisé par Yves Duval dans la collection « Les grands récits illustrés par Tonton Fernand ».

## Réception

### Prix
- 1989  :  Crayon d'or décerné par la CANAB[9].

### Postérité
Selon Patrick Gaumer, Cheneval est un créateur classique et réaliste, doublé d'un éditeur audacieux ayant eu le don de découvrir de jeunes talents,.

## Œuvres

### Comme éditeur
Héroïc-Albums - 145 numéros.

### Comme auteur
- 1. Fridjo Nansen, Ananké, coll. « Les grands récits illustrés par Tonton Fernand », 1 octobre 2024
Scénario et dessin : Fernand Cheneval - Couleurs : quadrichromie -  (ISBN 978-2-87418-393-5),Contient six récits : Fridjof Nansen ; Le Forgeron d'Anvers ; Eugène Delacroix ; Rubens, prince de la peinture ; Guillaume le conquérant ; Un Noël de Laënnec.
- 2. Johann August Suter, Ananké, coll. « Les grands récits illustrés par Tonton Fernand », 1 octobre 2024
Scénario : Yves Duval - Dessin : Fernand Cheneval - Couleurs : quadrichromie -  (ISBN 978-2-87418-394-2),Contient six récits : Johann August Suter ; L'Invention de la Sainte Croix ; Henry Farman ; Eugène Ysaÿe ; Le Maréchal de Luxembourg ; J.-B. Carpeaux.

### Collectifs
- Collectif, Stanislas André Steeman : romancier du mystère, Bruxelles, Le veilleur de nuit, 1987, 64 p.[note 1].
- Les Grandes Victoires de l'énergie[11], Publiart, Bruxelles, 1981
Scénario : Yves Duval, Pierre Step et Jean-Claude Pasquiez - Dessin : collectif dont Fernand Cheneval - Couleurs : quadrichromie,Contient : La Folle Gageure des premiers hommes volants, récit en 4 planches sur un scénario de Yves Duval paru dans Tintin en 1965.

### Collections publiques
10 œuvres de cet artiste sont conservées au Centre belge de la bande dessinée et font partie du patrimoine mobilier de la région Bruxelles-Capitale.